# Kató Lomb
Kató Lomb (Pécs, 8 febbraio 1909 – Budapest, 9 giugno 2003) è stata una traduttrice ungherese, nota per essere stata una grande interprete e poliglotta (conosceva 16 lingue oltre all'ungherese).

## Biografia
Figlia di un medico molto noto, si trasferì all'età di 21 anni a Budapest, dove si laureò in fisica e chimica. Incontrò e sposò Frigyes Laub, un ingegnere che poi cambiò il cognome in Lomb. Il suo primo lavoro nel settore linguistico fu come traduttrice e interprete dal russo all'ungherese e viceversa dopo l'occupazione di Budapest da parte dell'Armata Rossa verso la fine della seconda guerra mondiale.
Scoprì di poter imparare le lingue con grande facilità, cosa che faceva in gran parte da autodidatta, e nel corso degli anni divenne traduttrice di testi tecnici e letterari in sei lingue e di testi giornalistici in altre undici lingue. Dichiarò di essersi guadagnata da vivere per mezzo della conoscenza di 16 lingue (oltre alla sua lingua madre, l'ungherese):  bulgaro, cinese, danese, ebraico, francese, giapponese, inglese, italiano, latino, polacco, rumeno, russo, slovacco, spagnolo, tedesco, ucraino.
Fu una delle prime interpreti simultanee del mondo e viaggiò in 40 paesi di tutti i continenti. Raccontò le sue esperienze di interprete nel libro Egy tolmács a világ körül ("Una interprete attorno al mondo").

## Pubblicazioni
Nota: l'elenco non è completo. 

### In ungherese
- Így tanulok nyelveket (Egy tizenhat nyelvű tolmács feljegyzései) – "Questo è il modo in cui imparo le lingue (Note di una interprete in 16 lingue)", 1970, 1972, 1990, 1995 (ISBN 963-602-617-3)
- Egy tolmács a világ körül – "Una interprete attorno al mondo", 1979 (ISBN 963-280-779-0)
- Nyelvekről jut eszembe... – "Le lingue mi ricordano...", 1983 (ISBN 963-500-230-0)
- Bábeli harmónia (Interjúk Európa híres soknyelvű embereivel) – "L'armonia di Babele (interviste con famose persone multilingui in Europa)", 1988 (ISBN 963-282-023-1)

### Traduzioni
- (EN)  Polyglot: How I Learn Languages, 2008 (ISBN 978-1-60643-706-3). Testo scaricabile in formato PDF:
- (RU)  Как я изучаю языки (Kak ya izuchayu yaziki)
- (JA)  Watashi No Gaikokugo Gakushū-hō ISBN 4-7943-0159-6, ISBN 4-480-08543-2, ISBN 978-4-480-08543-6
- (LV)  Par valodām man nāk prātā, 1990 (ISBN 5-7966-0477-5)